# Stemma della Cambogia
Lo stemma della Cambogia (ព្រះឆាយាល័ក្ខកម្ពុជា) è stato reintrodotto nel 1993, dopo le elezioni che decretarono il ritorno al governo della monarchia. Durante il regime dei Khmer rossi lo stemma fu sostituito da un simbolo che assomigliava alla versione circolare dell'attuale bandiera.
Raffigurato nello stemma ci sono due animali mitologici: un gajasinha a sinistra, un leone con il tronco da elefante, e un singha, un altro leone mitologico, sulla destra. Sorretti dagli animali ci sono due parasole composti da cinque livelli. In mezzo c'è la corona reale con un raggio di luce in cima, a forma di stella a otto punte. Al di sotto della corona ci sono due coppe una sopra l'altra; sulla superiore, collocata orizzontalmente, c'è una spada sacra sormontata dalla versione cambogiana del simbolo Aum. Ai lati delle coppe ci sono due rami di alloro che si uniscono dietro la rappresentazione della placca dell'Ordine Reale della Cambogia. Infine, dietro a questi elementi, figura il manto reale.
Nella parte inferiore, scritto nello striscione, si può leggere il motto nazionale nell'idioma Khmer:  ("Nazione, Religione, Re").